# The Fast Mail-Man
The Fast Mail-Man è un cortometraggio muto del 1922 diretto da Eddie Lyons.

## Produzione
Il film fu prodotto dalla Arrow Film Corporation.

## Distribuzione
Il film, un cortometraggio di due bobine, fu distribuito dall'Arrow Film Corporation.